# Châtel-Censoir
Châtel-Censoir är en kommun i departementet Yonne i regionen Bourgogne-Franche-Comté i norra Frankrike. Kommunen ligger i kantonen Vézelay som tillhör arrondissementet Avallon. År 2022 hade Châtel-Censoir 565 invånare.

## Befolkningsutveckling
Antalet invånare i kommunen Châtel-Censoir
| Referens: INSEE |